# ساموغيتيون
ساموغيتيون هم جزء من مجموعة عرقية ليتوانية وألذين يتواجدون في ساموغيتيا في ليتوانيا، ويتكلمون باللغة اللتوانية باللهجة الساموغيتية، يعود أصلهم إلى السيميغاليين و الكورونيين وألذي كانوا آخر الأوروبيين ألذين إعتنقوا المسيحية وكان ذلك في سنة 1413.